# 藻南公園
藻南公園（もなみこうえん）は、札幌市南区にある公園。

## 概要
1943年（昭和18年）に札幌市が健民公園として整備をはじめたが、戦時体制で遅れて1949年（昭和24年）に隣接地域も含めて造成し開園した。名称は一般公募によって決まっている。園内を豊平川が流れているほか、北海道立真駒内公園までの遊歩道「ふるさとの散歩道」がある。公園付近の豊平川河床や崖、札幌軟石の石切場跡は「北海道地質百選」に選定され、「藻南公園（札幌軟石ひろば）」として『第22回都市公園コンクール』国土交通大臣賞を受賞している。毎年夏には『もいわ夏まつり』を開催している。

## 施設
- 炊事広場
- 芝生広場
- 野外ステージ
- 石山軟石採掘場跡
- 野球場
  - 1面（夜間照明あり）
- テニスコート（硬式）
  - オムニコート2面（夜間照明あり）
- パークゴルフ場
  - 9ホール

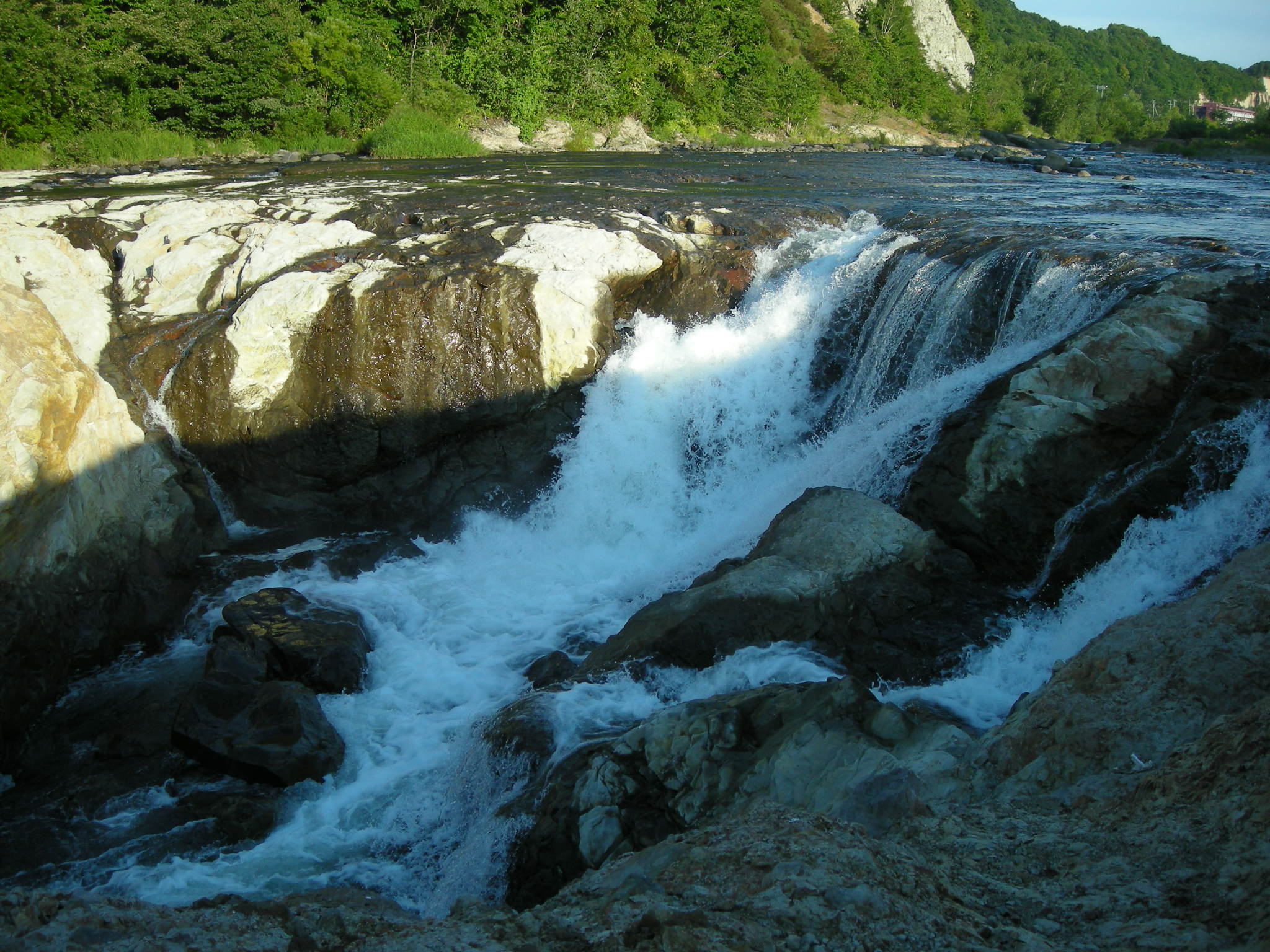
公園内を流れる豊平川（2007年8月）
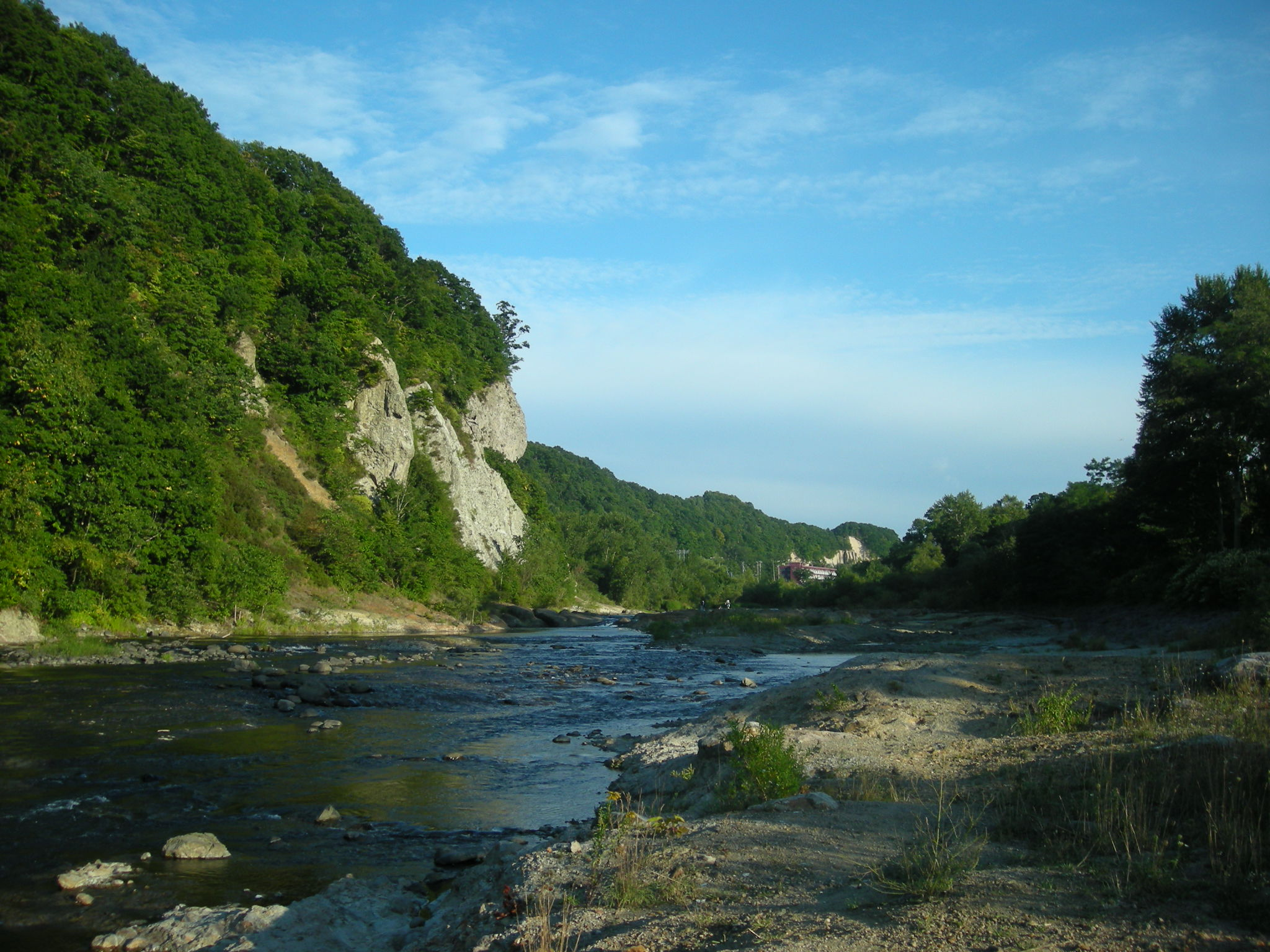
公園内を流れる豊平川（2007年8月）
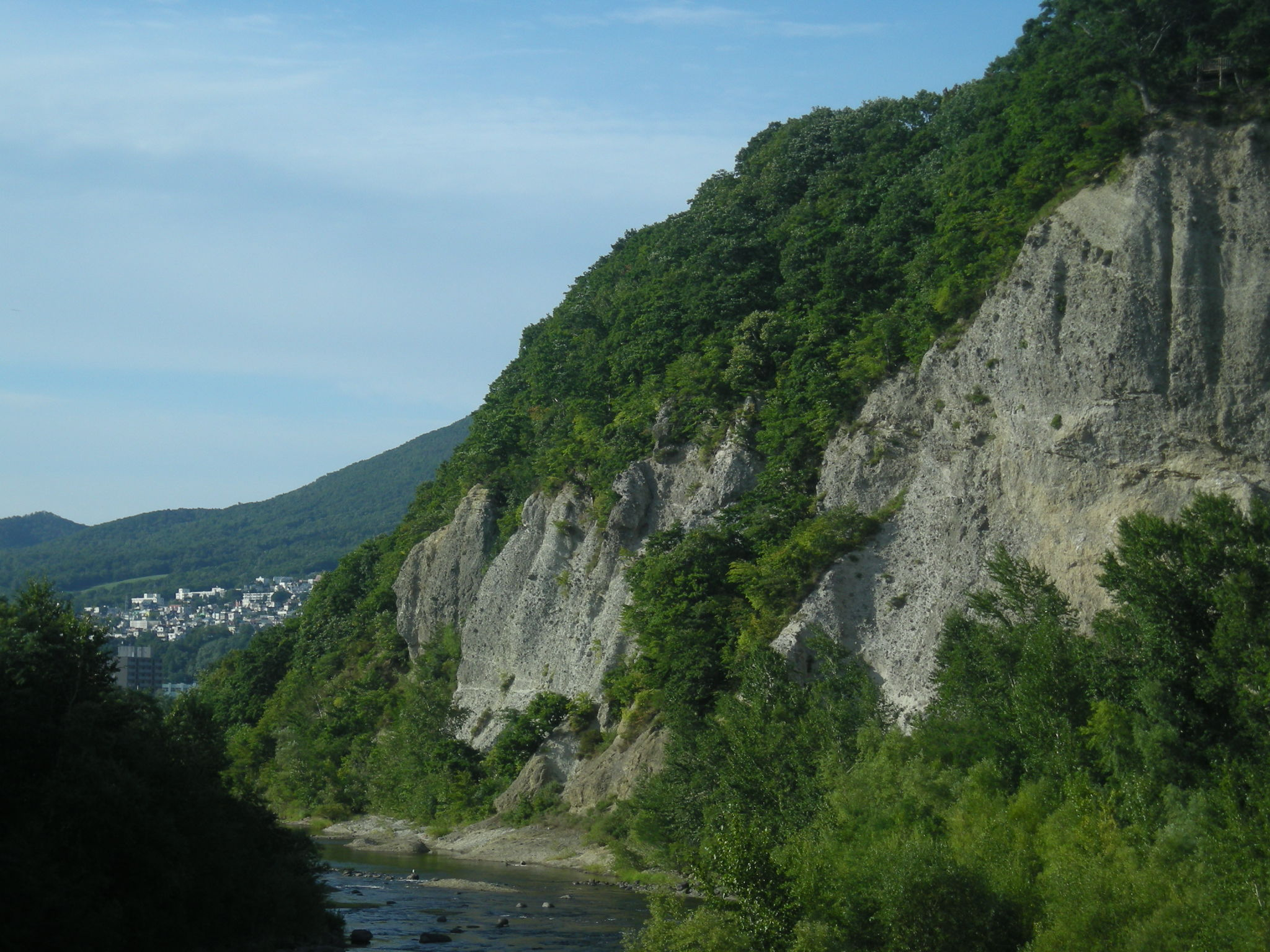
藻南公園の崖（2007年8月）
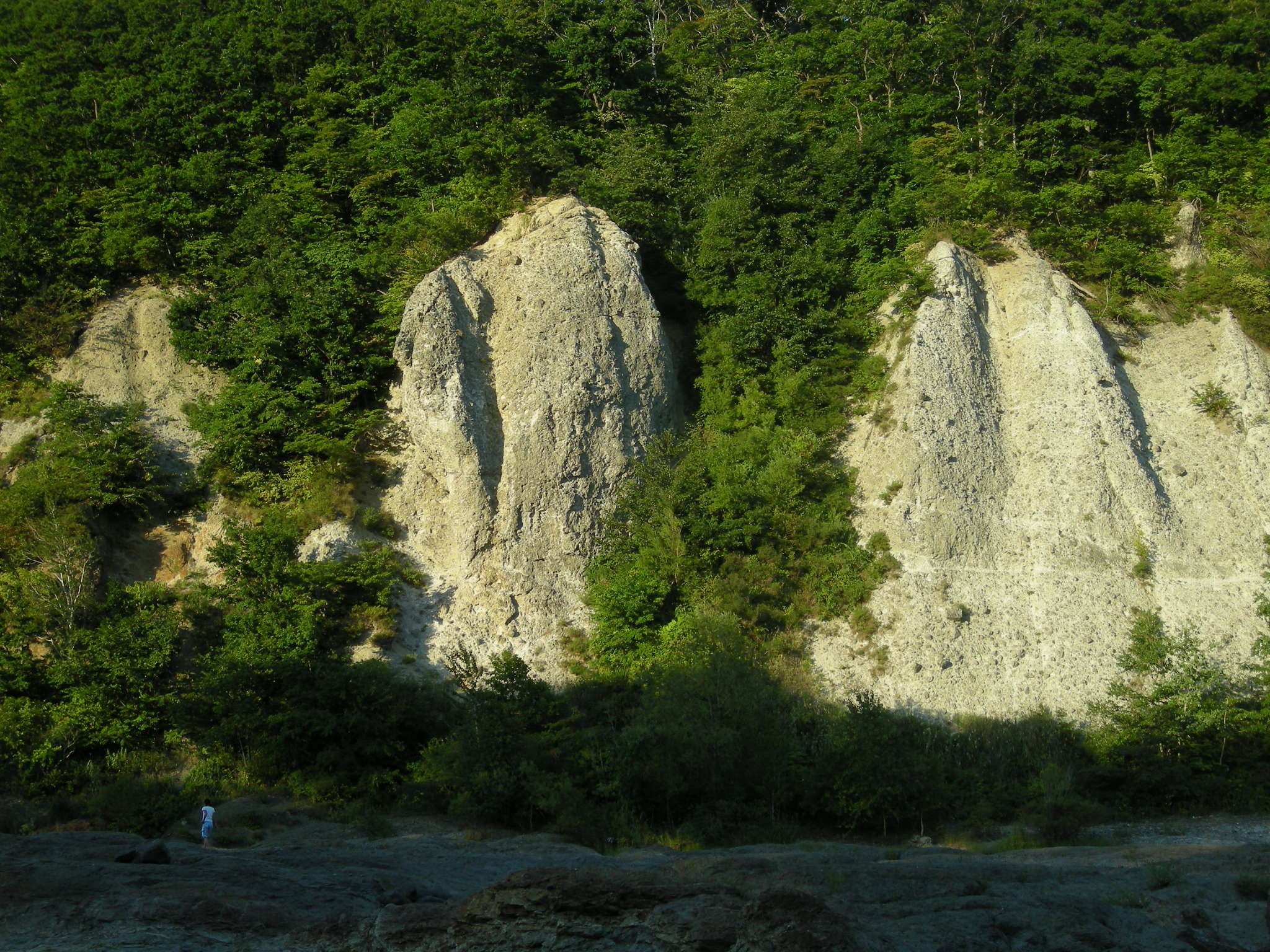
藻南公園の崖（2007年8月）
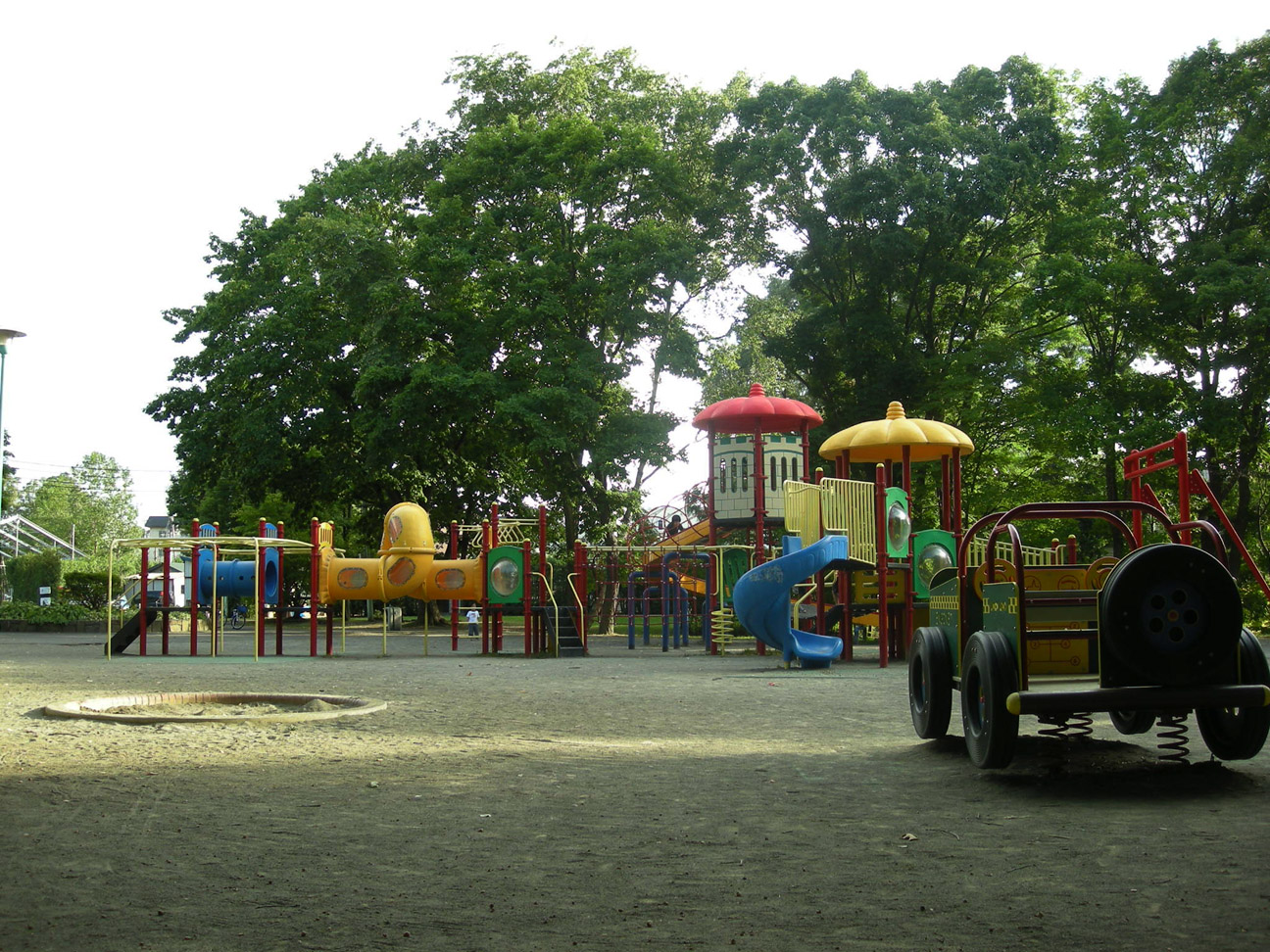
公園内の遊具（2007年8月）
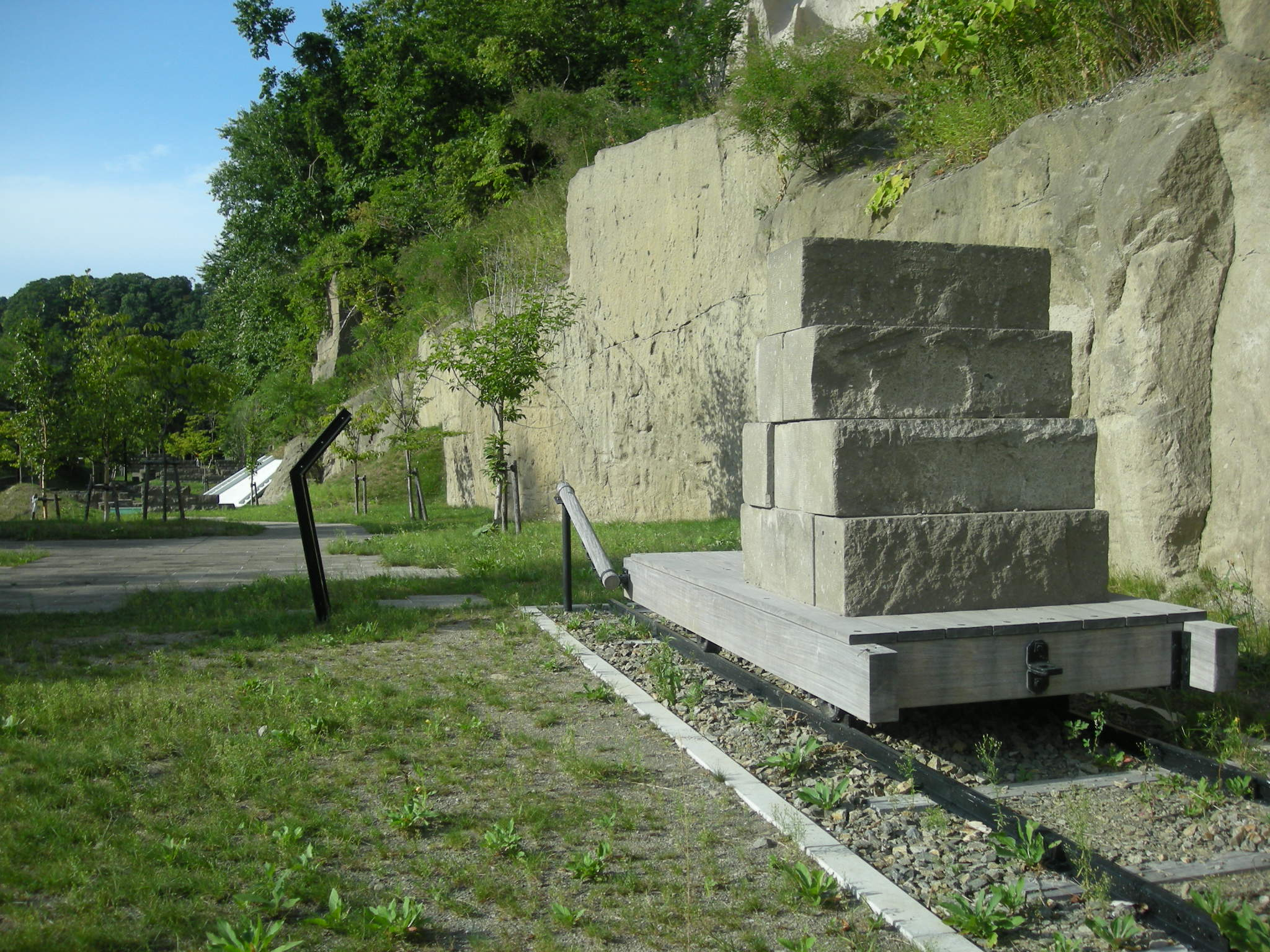
石山軟石採掘場跡（2007年8月）
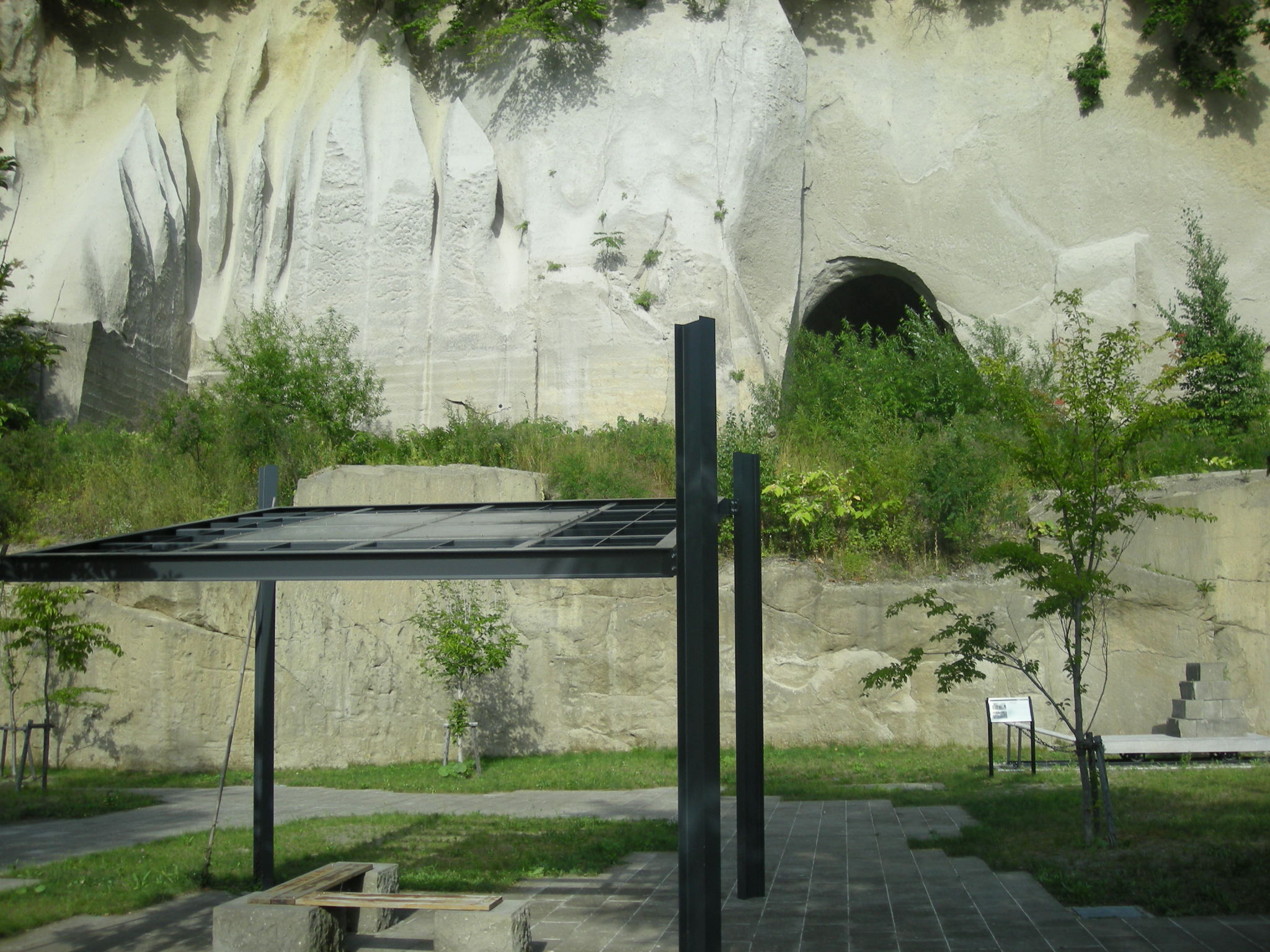
石山軟石採掘場跡（2007年8月）
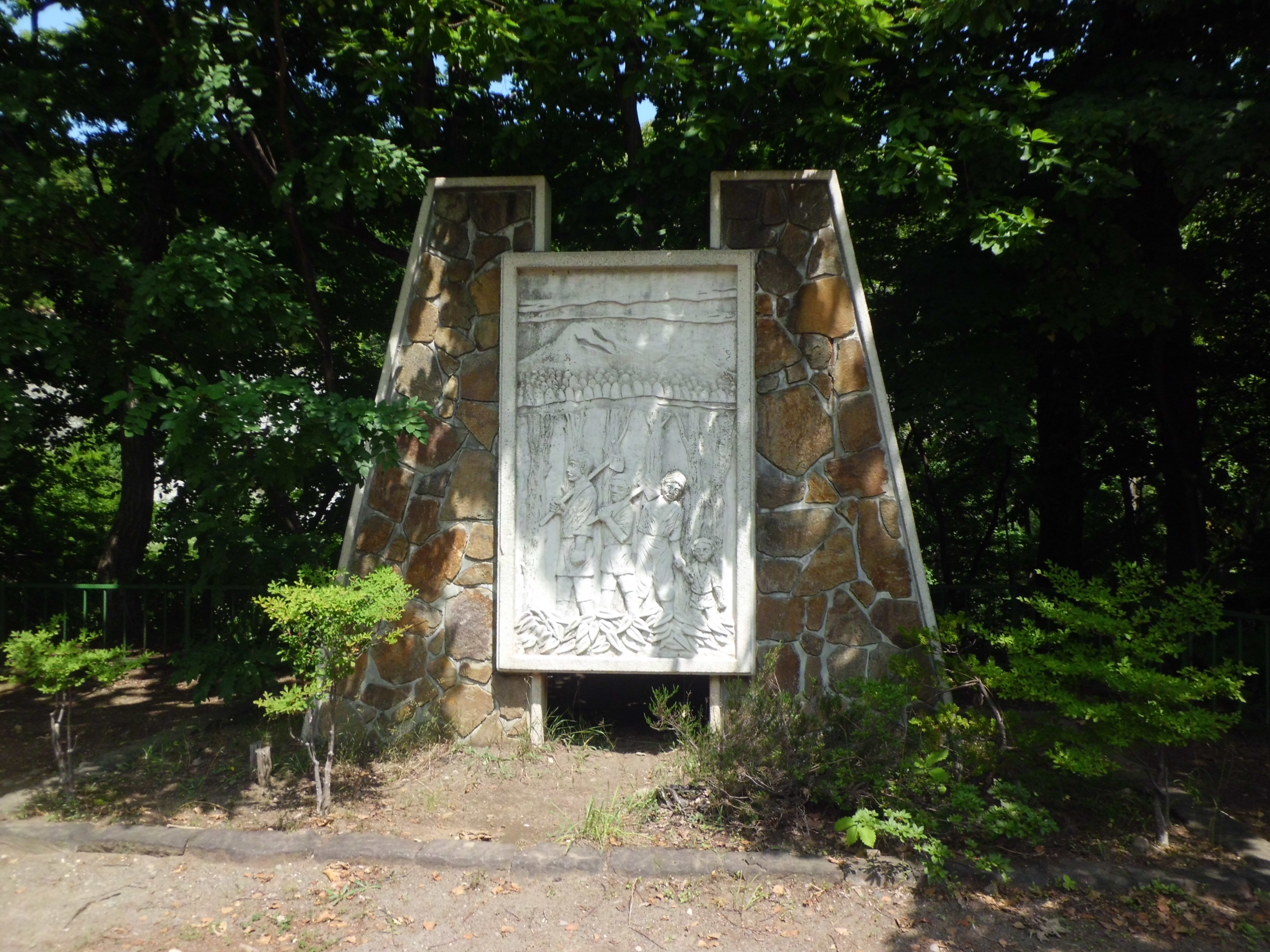
藻岩開基百十年記念碑（1982年建立）（2015年7月）

## おいらん淵
「さっぽろ・ふるさと文化百選」に選ばれている伝説であり、その伝説に基づく地名。明治時代に薄野遊郭の花魁が苦しさに耐えかねて崖の上から淵に身を投げたという説、明治から大正にかけて豊平川を木材の流送に利用していた際に、淵辺りまで来ると木材が川に引っ掛かる心配がなくなって親方が人夫に小遣い銭を渡した「おいらん扶持」であるという説がある。当時の豊平川は水量が多くて激流が渦巻いていたため、多くの入水自殺者を出した。遊泳中に水死する子供もいたため、1950年（昭和25年）に地蔵尊を建立した。

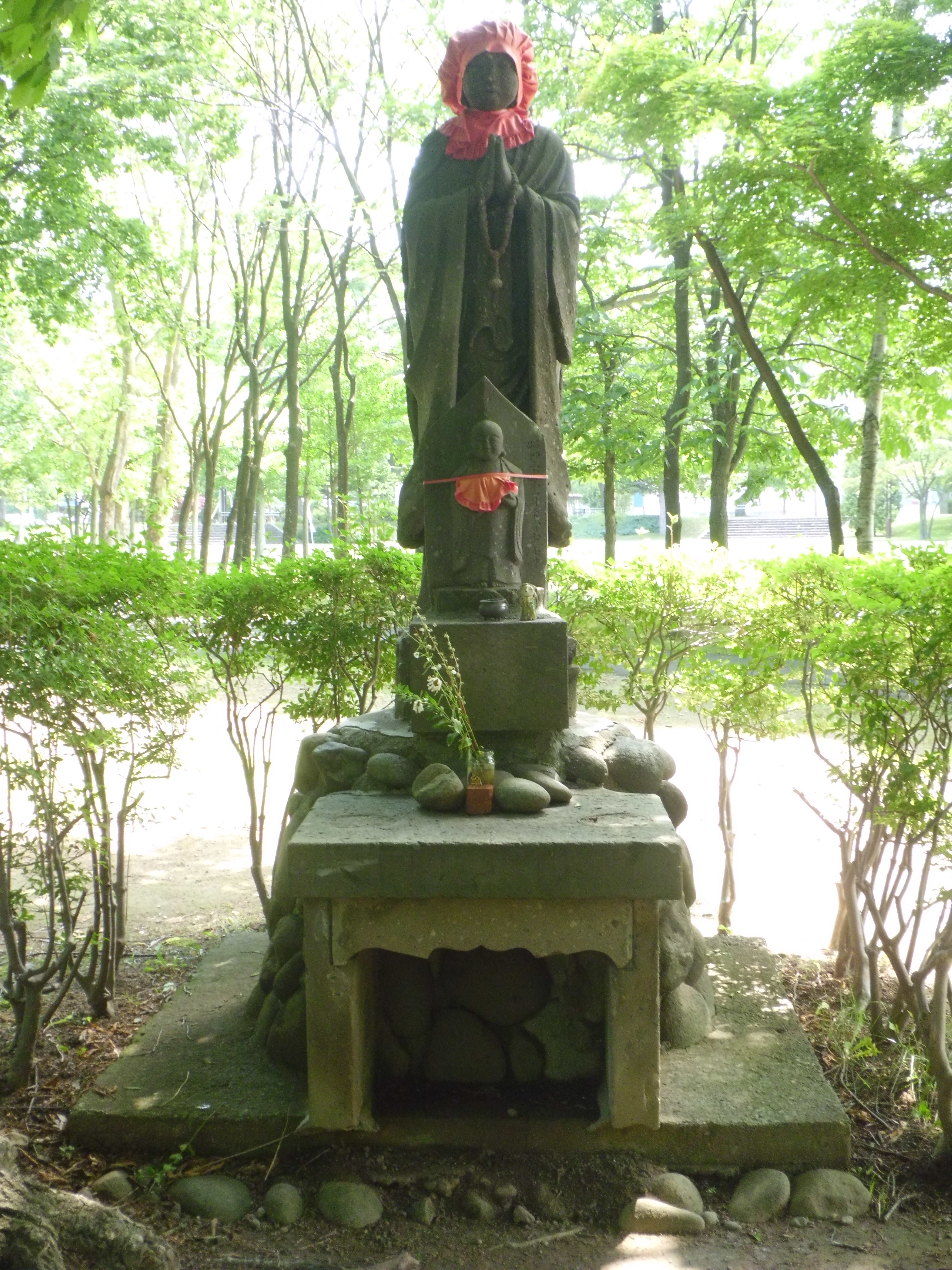
宝性地蔵尊（2015年7月）

## 参考資料
- 『さっぽろ文庫』 01 札幌地名考、札幌市。2016年7月29日閲覧。
- 『さっぽろ文庫』 04 豊平川、札幌市。2016年7月29日閲覧。